# Hyon
Hyon is een dorp in de Belgische provincie Henegouwen, en een deelgemeente van de Waalse stad Bergen.  Hyon was een zelfstandige gemeente tot aan de gemeentelijke herindeling van 1971.

## Bezienswaardigheden
- De Sint-Martinuskerk is een neogotisch kerkgebouw van 1874-1876. Het portaal en de benedenste torengeleding zijn van 1527.
- De Moulin-au-Bois was een onderslagmolen op de Trouille. Hij werd gesloopt maar het grote sluiswerk bleef bestaan. Het deed ook dienst voor de aan de andere zijde gelegen Moulin Saint-Pierre. Er bleef een stuw met een kunstmatige waterval van twaalf treden.
- Het Château d'Hyon werd in de 19e eeuw gebouwd op de plaats van een gebouw van 1753.

## Natuur en landschap
Door Hyon stromen de riviertjes de By, de Trouille en de Wampe. Ten westen van Hyon ligt een mijnterril van 117 meter hoogte, in het oosten ligt een natuurlijke heuvel van 108 meter. De hoogte aan de kerk bedraagt 38 meter.

## Demografische ontwikkeling
- Bronnen:NIS, Opm:1831 tot en met 1970=volkstellingen

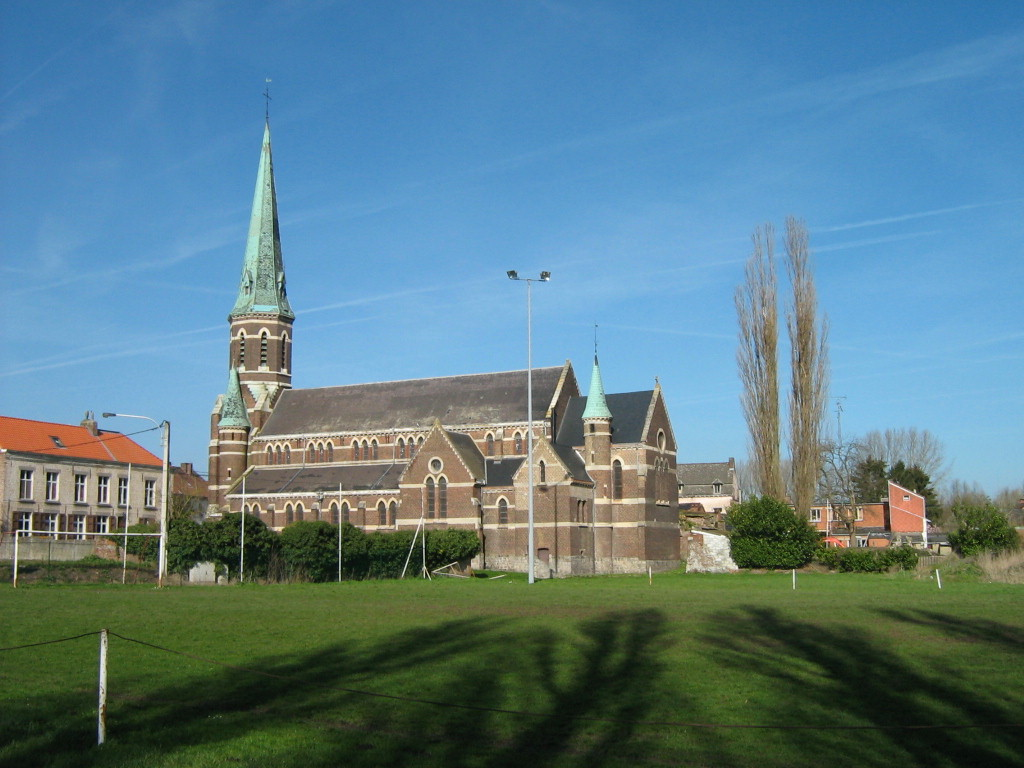
Hyon. De Sint-Martinuskerk (1874-1876).
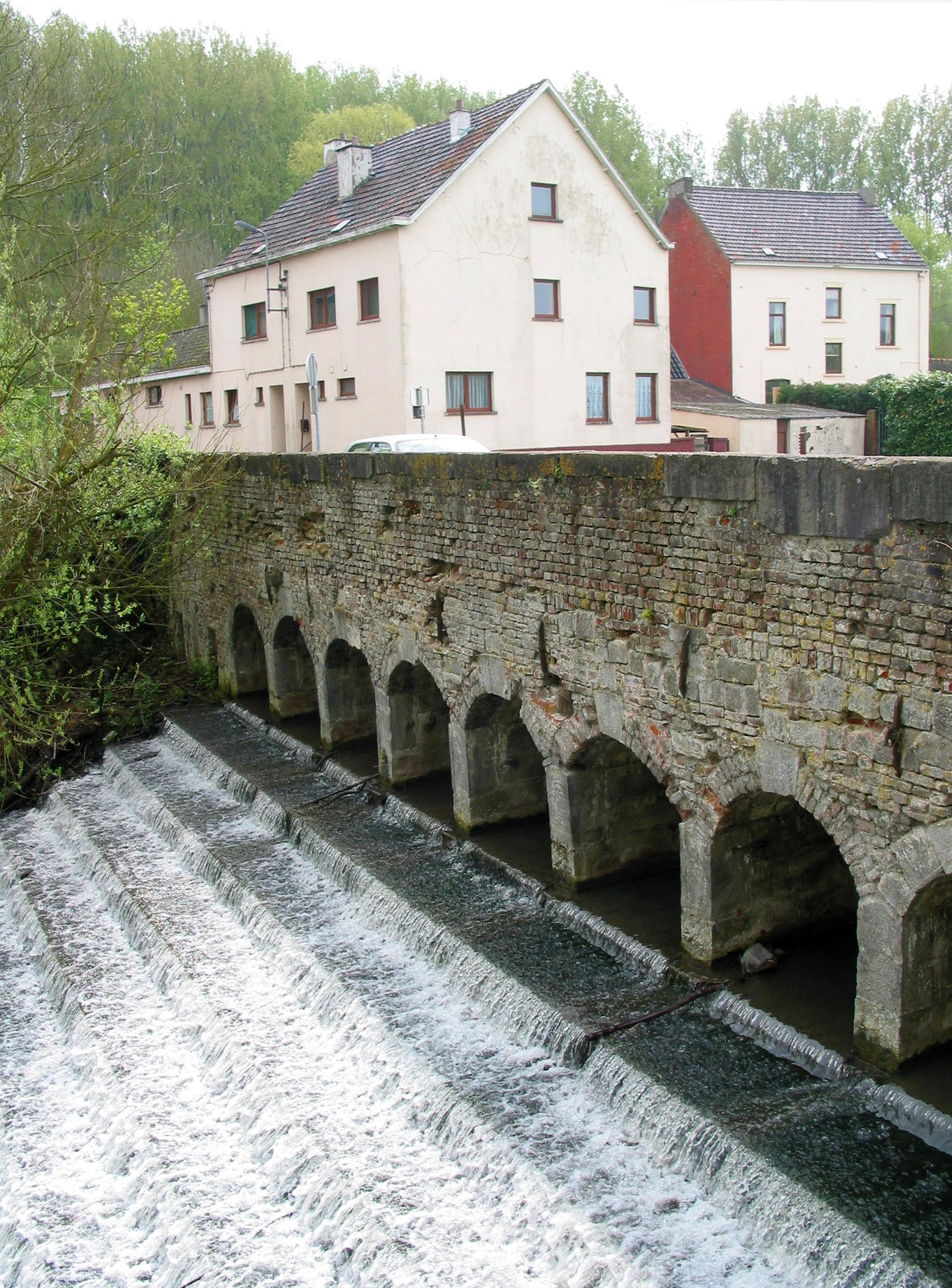
De oude stuwdam/brug (16e eeuw) op de Trouille.
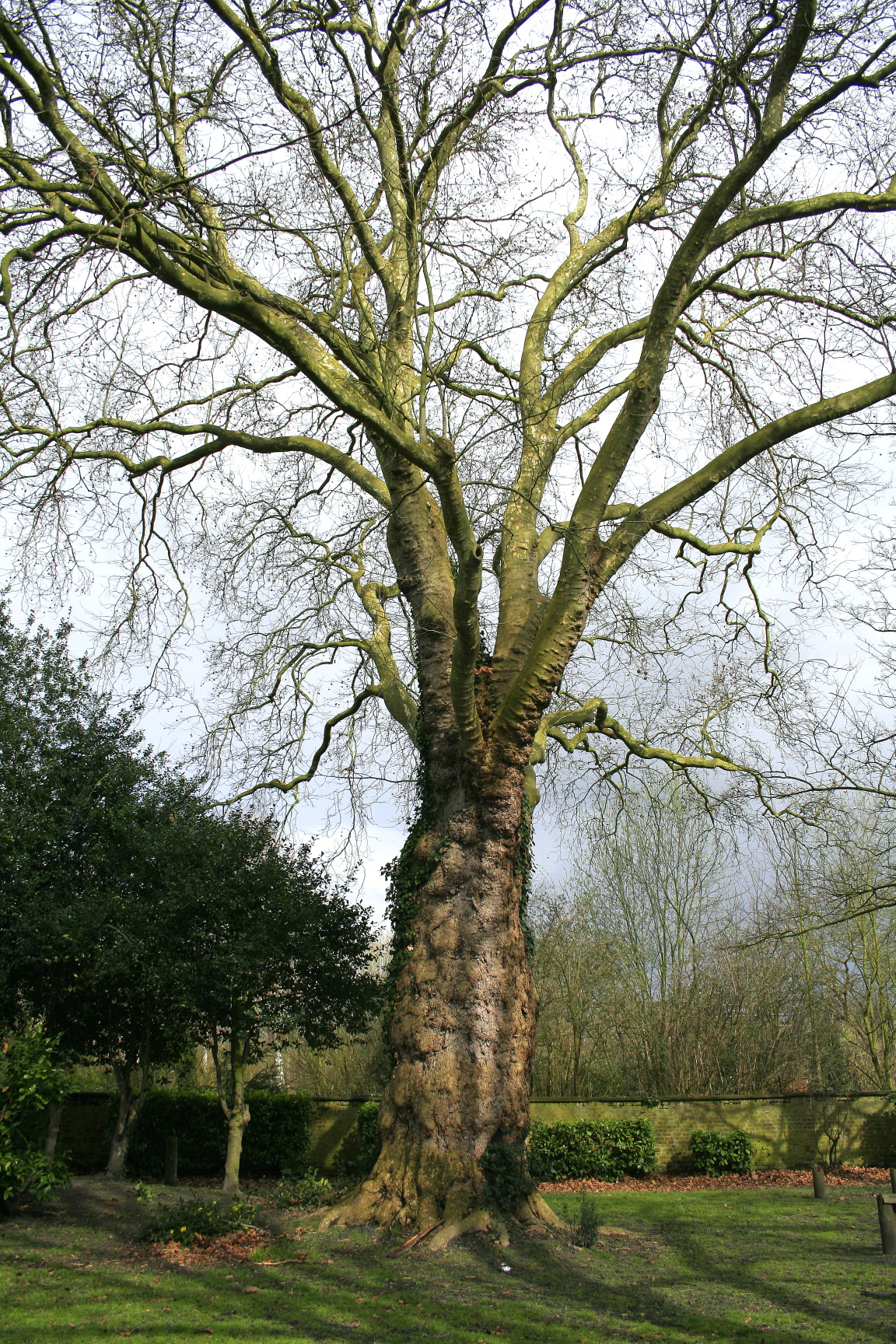
Opmerkelijke gewone plataan in het gemeentepark.
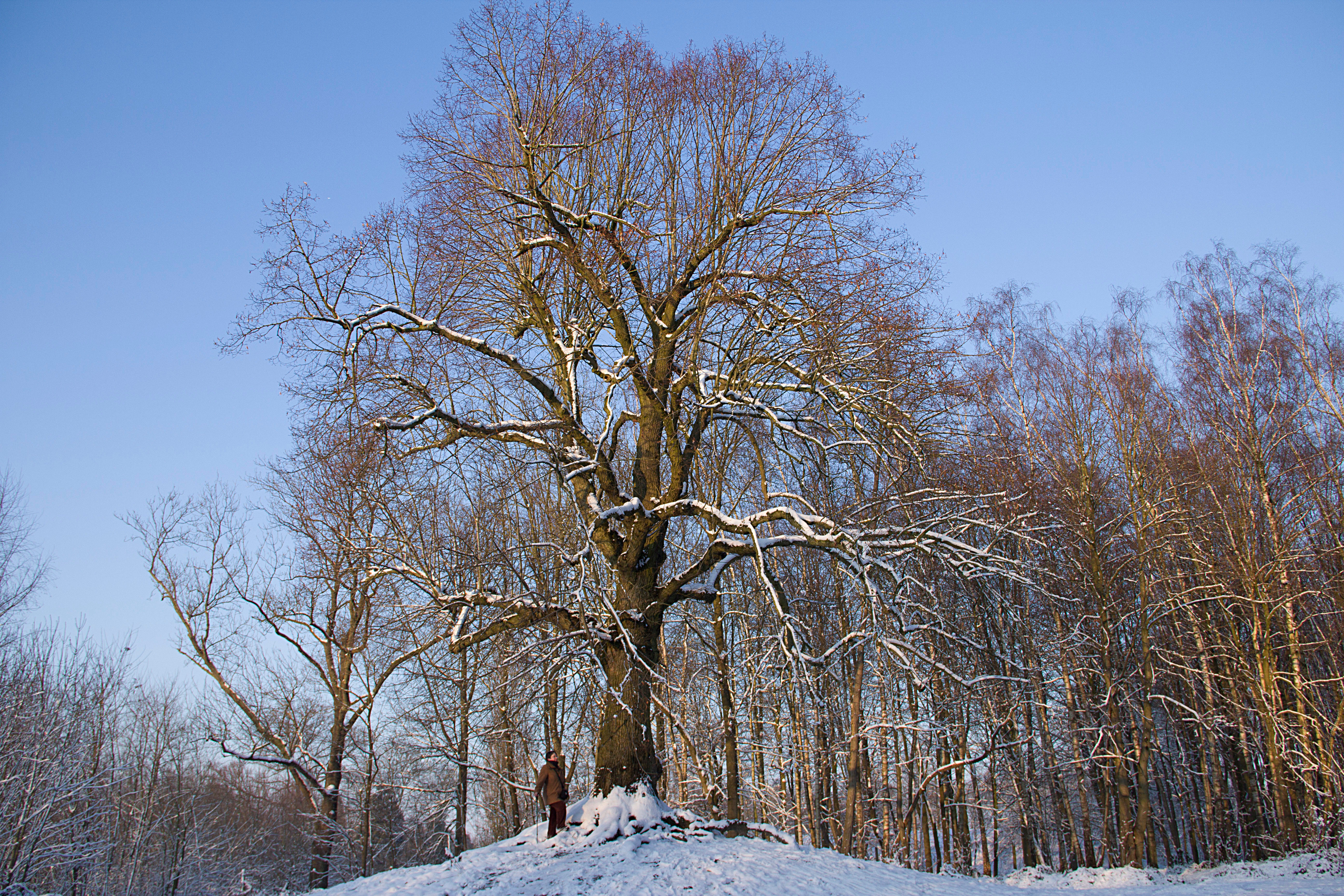
De Boom van de Vrijheid - Hollandse linde geplant op het einde van de XVIIIde eeuw.
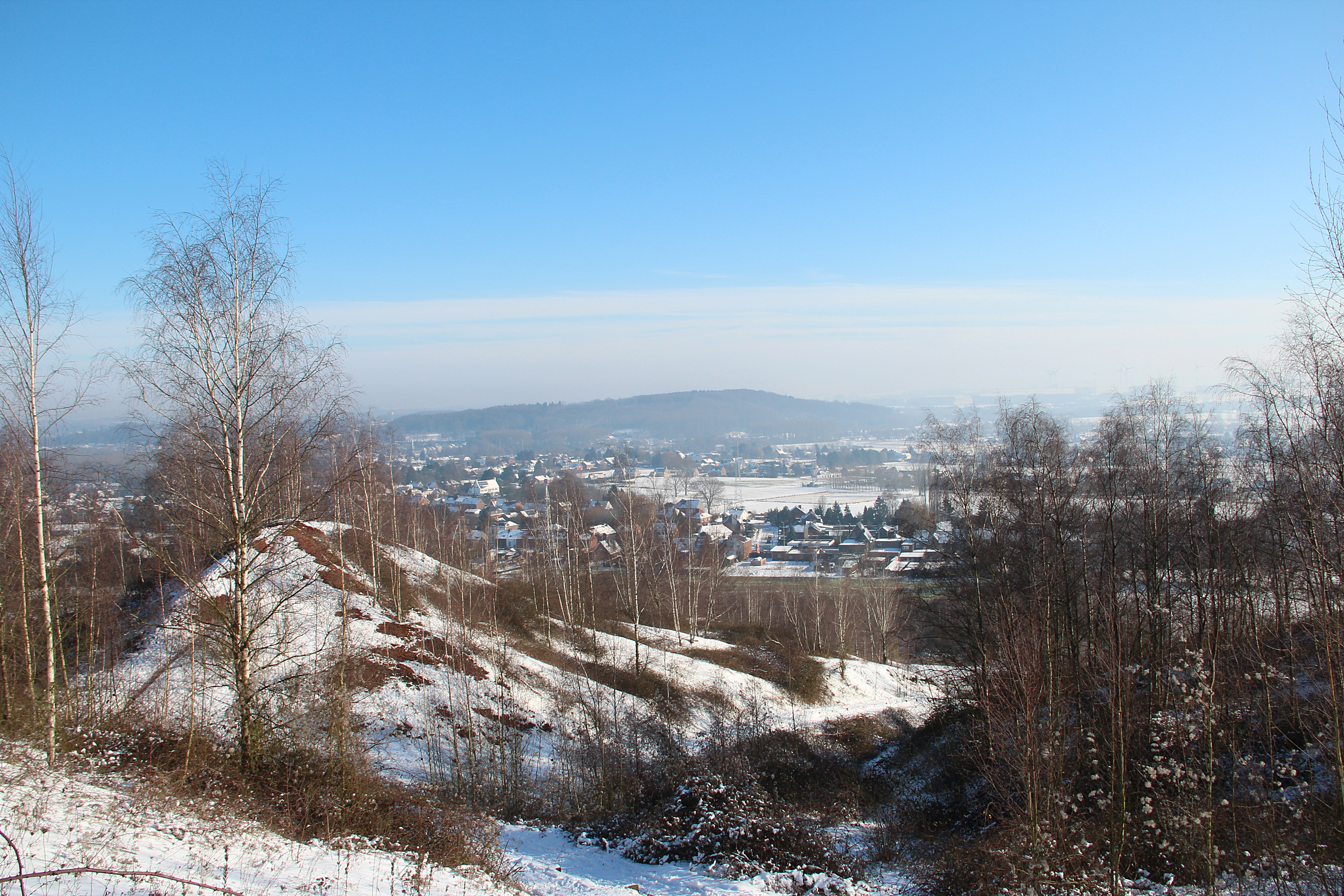
Het dorp gezien vanaf de top van de Mont Heribus.

## Nabijgelegen kernen
Bergen, Saint-Symphorien, Mesvin, Cuesmes